# Lijst van voetbalinterlands Costa Rica - Honduras
Deze lijst van voetbalinterlands is een overzicht van alle officiële voetbalwedstrijden tussen de nationale teams van Costa Rica en Honduras. De Midden-Amerikaanse landen speelden tot op heden 64 keer tegen elkaar. De eerste ontmoeting was een wedstrijd tijdens de Centraal-Amerikaanse en Caraïbische spelen 1935 op 3 april 1935 in San Salvador (El Salvador). Het laatste duel, een kwalificatiewedstrijd voor de Copa América 2024, werd gespeeld op 23 maart 2024 in Frisco (Verenigde Staten).

## Wedstrijden
| №  | Plaats          | Datum             | Competitie                        | Wedstrijd             | Uitslag |
| -- | --------------- | ----------------- | --------------------------------- | --------------------- | ------- |
| 1  | San Salvador    | 3 april 1935      | Centr.-Am. en Caraïb. Spelen 1935 | Costa Rica – Honduras | 6 – 0   |
| 2  | San José        | 7 maart 1946      | CCCF-kampioenschap 1946           | Costa Rica − Honduras | 5 − 1   |
| 3  | San José        | 13 maart 1953     | CCCF-kampioenschap 1953           | Costa Rica − Honduras | 4 − 1   |
| 4  | Tegucigalpa     | 28 augustus 1955  | CCCF-kampioenschap 1955           | Honduras − Costa Rica | 1 − 2   |
| 5  | San Salvador    | 14 december 1959  | Vriendschappelijk                 | Costa Rica − Honduras | 6 − 1   |
| 6  | Havana          | 25 februari 1960  | CCCF-kampioenschap 1960           | Costa Rica − Honduras | 1 − 1   |
| 7  | Tegucigalpa     | 4 september 1960  | WK 1962 kwalificatie              | Honduras − Costa Rica | 2 − 1   |
| 8  | San José        | 11 september 1960 | WK 1962 kwalificatie              | Costa Rica − Honduras | 5 − 0   |
| 9  | Guatemala-Stad  | 14 januari 1961   | WK 1962 kwalificatie              | Costa Rica − Honduras | 1 − 0   |
| 10 | San José        | 15 maart 1961     | CCCF-kampioenschap 1961           | Costa Rica − Honduras | 3 − 0   |
| 11 | San Salvador    | 7 april 1963      | CONCACAF-kampioenschap 1963       | Costa Rica − Honduras | 2 − 1   |
| 12 | Tegucigalpa     | 11 juli 1965      | Vriendschappelijk                 | Honduras − Costa Rica | 1 − 1   |
| 13 | Tegucigalpa     | 22 december 1968  | WK 1970 kwalificatie              | Honduras − Costa Rica | 1 − 0   |
| 14 | San José        | 28 december 1968  | WK 1970 kwalificatie              | Costa Rica − Honduras | 1 − 1   |
| 15 | Port of Spain   | 27 november 1971  | CONCACAF-kampioenschap 1971       | Costa Rica − Honduras | 2 − 1   |
| 16 | Tegucigalpa     | 3 december 1972   | WK 1974 kwalificatie              | Honduras − Costa Rica | 2 − 1   |
| 17 | San José        | 10 december 1972  | WK 1974 kwalificatie              | Costa Rica − Honduras | 3 − 3   |
| 18 | Tegucigalpa     | 6 maart 1980      | Vriendschappelijk                 | Honduras − Costa Rica | 1 − 1   |
| 19 | San José        | 16 april 1980     | Vriendschappelijk                 | Costa Rica − Honduras | 1 − 1   |
| 20 | San José        | 1 oktober 1980    | WK 1982 kwalificatie              | Costa Rica − Honduras | 2 − 3   |
| 21 | Tegucigalpa     | 16 november 1980  | WK 1982 kwalificatie              | Honduras − Costa Rica | 1 − 1   |
| 22 | San José        | 11 augustus 1985  | WK 1986 kwalificatie              | Costa Rica − Honduras | 2 − 2   |
| 23 | Tegucigalpa     | 8 september 1985  | WK 1986 kwalificatie              | Honduras − Costa Rica | 3 − 1   |
| 24 | San José        | 26 mei 1991       | UNCAF Nations Cup 1991            | Costa Rica − Honduras | 2 − 0   |
| 25 | Los Angeles     | 5 juli 1991       | CONCACAF Gold Cup 1991            | Honduras − Costa Rica | 2 − 0   |
| 26 | San José        | 8 november 1992   | WK 1994 kwalificatie              | Costa Rica − Honduras | 2 − 3   |
| 27 | Tegucigalpa     | 5 december 1992   | WK 1994 kwalificatie              | Honduras − Costa Rica | 2 − 1   |
| 28 | Tegucigalpa     | 7 maart 1993      | UNCAF Nations Cup 1993            | Honduras − Costa Rica | 2 − 0   |
| 29 | San Salvador    | 7 december 1995   | UNCAF Nations Cup 1995            | Honduras − Costa Rica | 1 − 1   |
| 30 | San José        | 4 augustus 1996   | Vriendschappelijk                 | Costa Rica − Honduras | 1 − 1   |
| 31 | Tegucigalpa     | 11 augustus 1996  | Vriendschappelijk                 | Honduras − Costa Rica | 0 − 0   |
| 32 | Guatemala-Stad  | 23 april 1997     | UNCAF Nations Cup 1997            | Honduras − Costa Rica | 0 − 4   |
| 33 | Nicoya          | 21 januari 1998   | Vriendschappelijk                 | Costa Rica − Honduras | 1 − 4   |
| 34 | San José        | 21 maart 1999     | UNCAF Nations Cup 1999            | Costa Rica − Honduras | 0 − 1   |
| 35 | San José        | 26 maart 1999     | UNCAF Nations Cup 1999            | Honduras − Costa Rica | 2 − 1   |
| 36 | Alajuela        | 29 december 1999  | Vriendschappelijk                 | Costa Rica − Honduras | 1 − 1   |
| 37 | San José        | 28 februari 2001  | WK 2002 kwalificatie              | Costa Rica − Honduras | 2 − 2   |
| 38 | Tegucigalpa     | 1 juli 2001       | WK 2002 kwalificatie              | Honduras − Costa Rica | 2 − 3   |
| 39 | Medellín        | 13 juli 2001      | Copa América 2001                 | Honduras − Costa Rica | 0 − 1   |
| 40 | Panama-Stad     | 20 februari 2003  | UNCAF Nations Cup 2003            | Costa Rica − Honduras | 1 − 0   |
| 41 | San José        | 18 augustus 2004  | WK 2006 kwalificatie              | Costa Rica − Honduras | 2 − 5   |
| 42 | San Pedro Sula  | 17 november 2004  | WK 2006 kwalificatie              | Honduras − Costa Rica | 0 − 0   |
| 43 | Guatemala-Stad  | 27 februari 2005  | UNCAF Nations Cup 2005            | Costa Rica − Honduras | 1 − 1   |
| 44 | Foxborough      | 16 juli 2005      | CONCACAF Gold Cup 2005            | Honduras − Costa Rica | 3 − 2   |
| 45 | San Salvador    | 9 februari 2007   | UNCAF Nations Cup 2007            | Costa Rica − Honduras | 3 − 1   |
| 46 | East Hartford   | 9 september 2007  | Vriendschappelijke                | Costa Rica − Honduras | 0 − 0   |
| 47 | San José        | 11 februari 2009  | WK 2010 kwalificatie              | Costa Rica − Honduras | 2 − 0   |
| 48 | San Pedro Sula  | 12 augustus 2009  | WK 2010 kwalificatie              | Honduras − Costa Rica | 4 − 0   |
| 49 | Panama-Stad     | 14 januari 2011   | Copa Centroamericana 2011         | Costa Rica − Honduras | 1 − 1   |
| 50 | Panama-Stad     | 23 januari 2011   | Copa Centroamericana 2011         | Honduras − Costa Rica | 2 − 1   |
| 51 | East Rutherford | 18 juni 2011      | CONCACAF Gold Cup 2011            | Costa Rica − Honduras | 1 − 1   |
| 52 | San José        | 11 april 2012     | Vriendschappelijk                 | Costa Rica − Honduras | 1 − 1   |
| 53 | San José        | 27 januari 2013   | Copa Centroamericana 2013         | Costa Rica − Honduras | 1 − 0   |
| 54 | San José        | 7 juni 2013       | WK 2014 kwalificatie              | Costa Rica − Honduras | 1 − 0   |
| 55 | Baltimore       | 21 juli 2013      | CONCACAF Gold Cup 2013            | Honduras − Costa Rica | 1 − 0   |
| 56 | San Pedro Sula  | 11 oktober 2013   | WK 2014 kwalificatie              | Honduras − Costa Rica | 1 − 0   |
| 57 | Panama-Stad     | 20 januari 2017   | Copa Centroamericana 2017         | Honduras − Costa Rica | 1 − 1   |
| 58 | San Pedro Sula  | 28 maart 2017     | WK 2018 kwalificatie              | Honduras − Costa Rica | 1 − 1   |
| 59 | Harrison        | 8 juli 2017       | CONCACAF Gold Cup 2017            | Honduras − Costa Rica | 0 − 1   |
| 60 | San José        | 7 oktober 2017    | WK 2018 kwalificatie              | Costa Rica − Honduras | 1 − 1   |
| 61 | Denver          | 6 juni 2021       | CONCACAF Nations League 2019/20   | Honduras − Costa Rica | 2 − 2   |
| 62 | San Pedro Sula  | 7 oktober 2021    | WK 2022 kwalificatie              | Honduras − Costa Rica | 0 − 0   |
| 63 | San José        | 16 november 2021  | WK 2022 kwalificatie              | Costa Rica − Honduras | 2 − 1   |
| 64 | Frisco          | 23 maart 2024     | Copa América 2024 kwalificatie    | Costa Rica − Honduras | 3 − 1   |
| 65 |                 | 9 oktober 2025    | WK 2026 kwalificatie              | Honduras − Costa Rica |         |

## Samenvatting
| Competitie                  | Totaal gespeeld | Winst Costa Rica | Gelijk | Winst Honduras | Doelsaldo Costa Rica – Honduras |
| --------------------------- | --------------- | ---------------- | ------ | -------------- | ------------------------------- |
| WK-kwalificatie             | 25              | 6                | 9      | 10             | 35 − 40                         |
| CONCACAF Gold Cup           | 12              | 7                | 2      | 3              | 23 − 13                         |
| CONCACAF Nations League     | 1               | 0                | 1      | 0              | 2 − 2                           |
| Copa Centroamericana        | 13              | 5                | 4      | 4              | 17 − 12                         |
| Copa América                | 1               | 1                | 0      | 0              | 1 − 0                           |
| Copa América-kwalificatie   | 1               | 1                | 0      | 0              | 3 − 1                           |
| Centr.-Am. en Carib. Spelen | 1               | 1                | 0      | 0              | 6 − 0                           |
| Vriendschappelijk           | 10              | 1                | 8      | 1              | 13 − 11                         |
| Totaal                      | 64              | 22               | 24     | 18             | 98 − 77                         |

Wedstrijden bepaald door strafschoppen worden, in lijn met de FIFA, als een gelijkspel gerekend.

## Details

### 25ste ontmoeting
| CONCACAF Gold Cup 1991 (Los Angeles, Verenigde Staten, 5 juli 1991): |       |            |
| Honduras                                                             | 2 – 0 | Costa Rica |
| Eduardo Bennett 38' Eugenio Dolmo Flores 79'                         | goals |            |

### 34ste ontmoeting
| UNCAF Nations Cup 1999 (San José, Costa Rica, 21 maart 1999): |              | |
| Costa Rica | 0 – 1        | Honduras |
| | goals        | 14' Carlos Pavón |
| Francisco Maturana | bondscoach   | Ramón Maradiaga |
| Erick Lonnis Jervis Drummond Reynaldo Parks Luis Marín Sandro Alfaro Roy Myers 79' Justin Campos Mauricio Solís 46' Rolando Fonseca Froylán Ledezma 46' Paulo Wanchope | opstellingen | Wilmer Cruz Iván Guerrero Ninrod Medina Reynaldo Clavasquín Milton Reyes 74' Amado Guevara Samuel Caballero Róbel Bernárdez 64' Christian Santamaría Milton Núñez 83' Carlos Pavón |
| Walter Centeno 46' Jafet Soto 46' Johnny Murillo 79' | wissels      | 64' Juan Manuel Coello 74' Aminadan Laínez 83' Francisco Ramírez |
| Justin Campos ??' | gele kaarten | ??' Róbel Bernárdez ??' Amado Guevara ??' Samuel Caballero ??' Ninrod Medina |

### 35ste ontmoeting
| UNCAF Nations Cup 1999 (San José, Costa Rica, 26 maart 1999): |              | |
| Costa Rica | 1 – 2        | Honduras |
| Rolando Fonseca 36' | goals        | 10' (pen.) Reynaldo Clavasquín 75' Carlos Pavón |
| Francisco Maturana | bondscoach   | Ramón Maradiaga |
| Erick Lonnis Jervis Drummond Víctor Cordero Luis Marín 85' Justin Campos Mauricio Solís 74' Rolando Fonseca Roy Myers 74' Sandro Alfaro Froylán Ledezma Steve Bryce | opstellingen | Wilmer Cruz Milton Reyes Reynaldo Clavasquín Ninrod Medina Iván Guerrero Róbel Bernárdez 71' Christian Santamaría Samuel Caballero Milton Núñez Francisco Ramírez 85' Carlos Pavón |
| Walter Centeno 74' Jafet Soto 74' Johnny Murillo 85' | wissels      | 71' Mario Rodríguez 85' César Clother |
| Luis Marín ??' Steve Bryce ??' Víctor Cordero ??' Jervis Drummond ??'                                                                                               | gele kaarten | ??' Milton Reynes |
| | rode kaarten | 82' Reynaldo Clavasquín |

### 36ste ontmoeting
| Vriendschappelijk (Alajuela, Costa Rica, 29 december 1999): |              | |
| Costa Rica | 1 – 1        | Honduras |
| Hernán Medford 71' | goals        | 88' Ricky García |
| Francisco Maturana | bondscoach   | Ramón Maradiaga |
| Alvaro Mesén Harold Wallace Víctor Cordero Javier Delgado Pablo Chincilla Austin Berry Luis Arnáez 46' Walter Centeno Pablo Fonseca Hernán Medford Wilmer López | opstellingen | Wilmer Cruz 62' Milton Reyes Reynaldo Clavasquín Ninrod Medina Samuel Caballero Ricky García 62' Amado Guevara 67' Francisco Pavón Oscar Lagos Jairo Martínez Julio César de León |
| Roy Myers 46' | wissels      | 62' Danilo Turcios 62' José Luis Pineda 67' Hesler Phillips |
| Rolando Fonseca ??' Luis Arnáez ??' Walter Centeno ??' Roy Myers ??'                                                                                            | gele kaarten | ??' Oscar Lagos ??' Amado Guevara ??' Ricky García ??' Samuel Caballero |

FEDEFUTBOL · A-internationals · Selecties · Bondscoaches · Costa Ricaans vrouwenelftal · Costa Rica U21 · Costa Rica U20 · Costa Rica U19 · Costa Rica U18 · Costa Rica U17
1920 – 1949 ·
1950 – 1969 ·
1970 – 1979 ·
1980 – 1989 ·
1990 – 1999 ·
2000 – 2009 ·
2010 – 2019 ·
2020 − 2029
Copa América 1997 · 
Copa América 2001 · 
Copa América 2004 · 
Copa América 2011 · 
Copa América 2016
WK 1990 · 
WK 2002 · 
WK 2006 · 
WK 2014 · 
WK 2018
OS 1980 · 
OS 1984 · 
OS 2004
1921 · 
1922–1929 · 
1930 · 
1931–1934 · 
1935 · 
1936–1937 · 
1938 · 
1939 · 
1940 · 
1941 · 
1942 · 
1943 · 
1944–1945 · 
1946 · 
1947 · 
1948 · 
1949 · 
1950 · 
1951 · 
1952 · 
1953 · 
1954 · 
1955 · 
1956 · 
1957 · 
1958 · 
1959 · 
1960 · 
1961 · 
1962 · 
1963 · 
1964 · 
1965 · 
1966 · 
1967 · 
1968 · 
1969 · 
1970 · 
1971 · 
1972 · 
1973 · 
1974–1975 · 
1976 · 
1977–1978 · 
1979 · 
1980 · 
1981–1982 · 
1983 · 
1984 · 
1985 · 
1986 · 
1987 · 
1988 · 
1989 · 
1990 · 
1991 · 
1992 · 
1993 · 
1994 · 
1995 · 
1996 · 
1997 · 
1998 · 
1999 · 
2000 · 
2001 · 
2002 · 
2003 · 
2004 · 
2005 · 
2006 · 
2007 · 
2008 · 
2009 · 
2010 · 
2011 · 
2012 · 
2013 · 
2014 · 
2015 · 
2016 · 
2017 ·
2018 ·
2019 ·
2020 ·
2021 ·
2022 ·
2023 ·
2024
Argentinië ·
Aruba ·
Australië ·
Bahama's ·
Barbados ·
België ·
Belize ·
Bermuda ·
Bolivia ·
Bosnië en Herzegovina ·
Brazilië ·
Canada ·
Chili ·
China ·
Colombia ·
Cuba ·
Curaçao ·
Dominicaanse Republiek ·
Duitsland ·
Ecuador ·
El Salvador ·
Engeland ·
Finland ·
Frankrijk ·
Grenada ·
Griekenland ·
Guatemala ·
Guyana ·
Haïti ·
Honduras ·
Hongarije ·
Ierland ·
Iran ·
Italië ·
Jamaica ·
Japan ·
Joegoslavië ·
Kameroen ·
Marokko ·
Mexico ·
Nederland ·
Nederlandse Antillen ·
Nicaragua ·
Nieuw-Zeeland ·
Nigeria ·
Noord-Ierland ·
Noorwegen ·
Oekraïne ·
Oezbekistan ·
Oman ·
Oostenrijk ·
Panama ·
Paraguay ·
Peru ·
Polen ·
Puerto Rico ·
Qatar ·
Rusland ·
Saint Kitts en Nevis ·
Saint Vincent en de Grenadines ·
Saoedi-Arabië ·
Schotland ·
Servië ·
Slowakije ·
Sovjet-Unie ·
Spanje ·
Suriname ·
Trinidad en Tobago ·
Tsjechië ·
Tsjecho-Slowakije ·
Tunesië ·
Turkije ·
Uruguay ·
Venezuela ·
Verenigde Arabische Emiraten ·
Verenigde Staten ·
Wales ·
Zuid-Afrika ·
Zuid-Korea ·
Zweden ·
Zwitserland
Brazilië (2018) ·
China (2002) · 
Duitsland (2006) · 
Ecuador (2006) · 
Engeland (2014) · 
Griekenland (2014) · 
Italië (2014) ·
Nederland (2014) · 
Polen (2006) · 
Servië (2018) ·
Spanje (2022) ·
Turkije (2002) · 
Uruguay (2014) ·
Zwitserland (2018)
Hondurese voetbalbond · A-internationals · Selecties · Bondscoaches · Hondurees vrouwenelftal · Olympisch elftal · Honduras U21 · Honduras U19 · Honduras U17
1920 – 1959 ·
1960 – 1969 ·
1970 – 1979 ·
1980 – 1989 ·
1990 – 1999 ·
2000 – 2009 ·
2010 – 2019 ·
2020 − 2029
CGC 2021
CA 2001
WK 1982 · 
WK 2010 · 
WK 2014
OS 2000 · 
OS 2008 · 
OS 2012 ·
OS 2016 ·
OS 2020
1921 · 
1922–1929 · 
1930 · 
1931–1934 · 
1935 · 
1936–1945 · 
1946 · 
1947–1949 · 
1950 · 
1951–1952 · 
1953 · 
1954 · 
1955 · 
1956 · 
1957 · 
1958–1959 · 
1960 · 
1961 · 
1962 · 
1963 · 
1964 · 
1965 · 
1966 · 
1967 · 
1968 · 
1969 · 
1970 · 
1971 · 
1972 · 
1973 · 
1974 · 
1975 · 
1976 · 
1977 · 
1978 · 
1979 · 
1980 · 
1981 · 
1982 · 
1983 · 
1984 · 
1985 · 
1986 · 
1987 · 
1988 · 
1989–1990 · 
1991 · 
1992 · 
1993 · 
1994 · 
1995 · 
1996 · 
1997 · 
1998 · 
1999 · 
2000 · 
2001 · 
2002 · 
2003 · 
2004 · 
2005 · 
2006 · 
2007 · 
2008 · 
2009 · 
2010 · 
2011 · 
2012 · 
2013 · 
2014 · 
2015 · 
2016 ·
2017 ·
2018 ·
2019 ·
2020 ·
2021 ·
2022 ·
2023 ·
2024 ·
2025
Antigua en Barbuda ·
Argentinië ·
Australië ·
Azerbeidzjan ·
Belize ·
Bermuda ·
Bolivia ·
Brazilië ·
Canada ·
Chili ·
China ·
Colombia ·
Costa Rica ·
Cuba ·
Curaçao ·
Denemarken ·
Ecuador ·
El Salvador ·
Engeland ·
Finland ·
Frankrijk ·
Grenada ·
Griekenland ·
Guatemala ·
Haïti ·
IJsland ·
Israël ·
Jamaica ·
Japan ·
Joegoslavië ·
Kaaimaneilanden ·
Letland · 
Mexico ·
Nederlandse Antillen ·
Nicaragua ·
Nieuw-Zeeland ·
Noord-Ierland · 
Noorwegen ·
Panama ·
Paraguay ·
Peru ·
Puerto Rico ·
Qatar ·
Roemenië ·
Saint Vincent en de Grenadines ·
Saoedi-Arabië ·
Servië ·
Slovenië ·
Spanje ·
Suriname ·
Trinidad en Tobago ·
Turkije ·
Uruguay ·
Venezuela ·
Verenigde Arabische Emiraten ·
Verenigde Staten ·
Wit-Rusland ·
Zambia ·
Zuid-Afrika ·
Zuid-Korea ·
Zwitserland
Chili (2010) ·
Ecuador (2014) ·
Frankrijk (2014) ·
Spanje (2010) ·
Zwitserland (2010) · 
Zwitserland (2014)